# Fillaeopsis

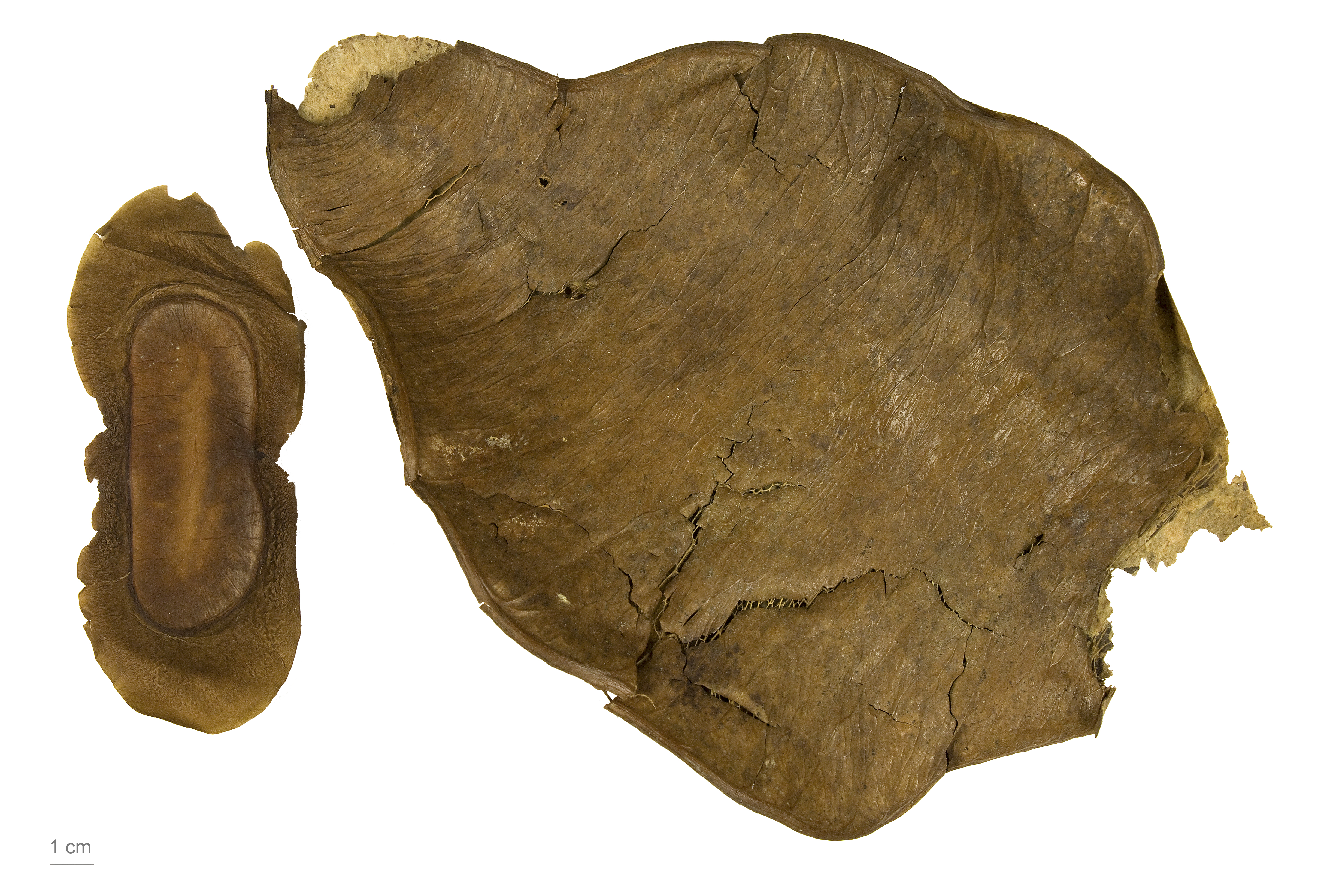
Fillaeopsis discophora - MHNT

Fillaeopsis é um género botânico pertencente à família Fabaceae.